# بروس باسكتس
بروس باسكتس هو فريق كرة سلة ألماني تأسس في 1955 يقع في بامبرغ. يلعب في الدوري الألماني لكرة السلة.

## وصلات خارجية
- الموقع الإلكتروني